# Liste du patrimoine immobilier classé de Baelen
Cette page regroupe l'ensemble du patrimoine immobilier classé de la ville belge de Baelen.
| Objet | Année de construction / Architecte | Adresse                    | Section communale | Coordonnées                      | Numéro d’inventaire | Illustration |
| --- | ---------------------------------- | -------------------------- | ----------------- | -------------------------------- | ------------------- | --- |
| L'église Saint-Paul et la tour romane |                                    | rue de l'Eglise            |                   | 50° 37′ 52″ nord, 5° 58′ 16″ est | 63004-CLT-0002-01   | L'église Saint-Paul et la tour romane |
| Orgues de l'église Saint-Jean Baptiste |                                    | place Thomas Palm, membach |                   | 50° 37′ 10″ nord, 5° 59′ 44″ est | 63004-CLT-0004-01   | Orgues de l'église Saint-Jean Baptiste |
| Château de Vreuschemen (toitures et façades) (M) et ensemble formé par cet édifice et les terrains environnants (S)                                                                                       |                                    | rue Vreuschemen            |                   | 50° 37′ 20″ nord, 5° 59′ 09″ est | 63004-CLT-0005-01   | Château de Vreuschemen (toitures et façades) (M) et ensemble formé par cet édifice et les terrains environnants (S)                                                      |
| Façade à rue et pignon sud de la maison d'habitation dite Cour de Cortembach ainsi que le pavement devant les façades et les façades et toitures de la grande du sud-est                                  |                                    | rue du Pensionnat          |                   | 50° 37′ 15″ nord, 5° 59′ 55″ est | 63004-CLT-0006-01   | Façade à rue et pignon sud de la maison d'habitation dite Cour de Cortembach ainsi que le pavement devant les façades et les façades et toitures de la grande du sud-est |
| Façades et toitures de la tour Nereth |                                    |                            |                   | 50° 38′ 30″ nord, 5° 59′ 38″ est | 63004-CLT-0007-01   | Façades et toitures de la tour Nereth |
| La borne FI-CI Nord (+ JALHAY/Jalhay) |                                    |                            |                   | 50° 31′ 33″ nord, 6° 04′ 22″ est | 63004-CLT-0008-01   | Image manquanteTéléverser |
| La borne FI-CI Sud (+ JALHAY/Jalhay) |                                    |                            |                   | 50° 31′ 16″ nord, 6° 04′ 23″ est | 63004-CLT-0009-01   | Image manquanteTéléverser |
| Borne Limbourg-Luxembourg (dans les Wéz, près de la Helle) (+ WAIMES/Ovifat, Les Wéz) |                                    |                            |                   | 50° 31′ 22″ nord, 6° 05′ 08″ est | 63004-CLT-0010-01   | Image manquanteTéléverser |
| Borne B-W-KN (+ WAIMES/Sourbrodt) |                                    |                            |                   | 50° 31′ 19″ nord, 6° 05′ 09″ est | 63004-CLT-0011-01   | Image manquanteTéléverser |
| Borne B-P.157 (+ WAIMES/Sourbrodt) |                                    |                            |                   | 50° 31′ 18″ nord, 6° 05′ 10″ est | 63004-CLT-0012-01   | Image manquanteTéléverser |
| Borne B-P.156 (+ WAIMES/Ovifat et JALHAY/Jalhay) |                                    |                            |                   | 50° 31′ 11″ nord, 6° 04′ 23″ est | 63004-CLT-0013-01   | Image manquanteTéléverser |
| Ensemble formé par les divers témoins historiques et les abords sur les territoires des communes de Jalhay, Baelen, Waimes et Malmédy (+ JALHAY/Jalhay, WAIMES/ Sourbrodt et Ovifat et MALMEDY/Xhoffraix) |                                    |                            |                   | 50° 31′ 32″ nord, 6° 02′ 39″ est | 63004-CLT-0014-01   | Image manquanteTéléverser |